# Jerzy Lechowski (urzędnik konsularny)

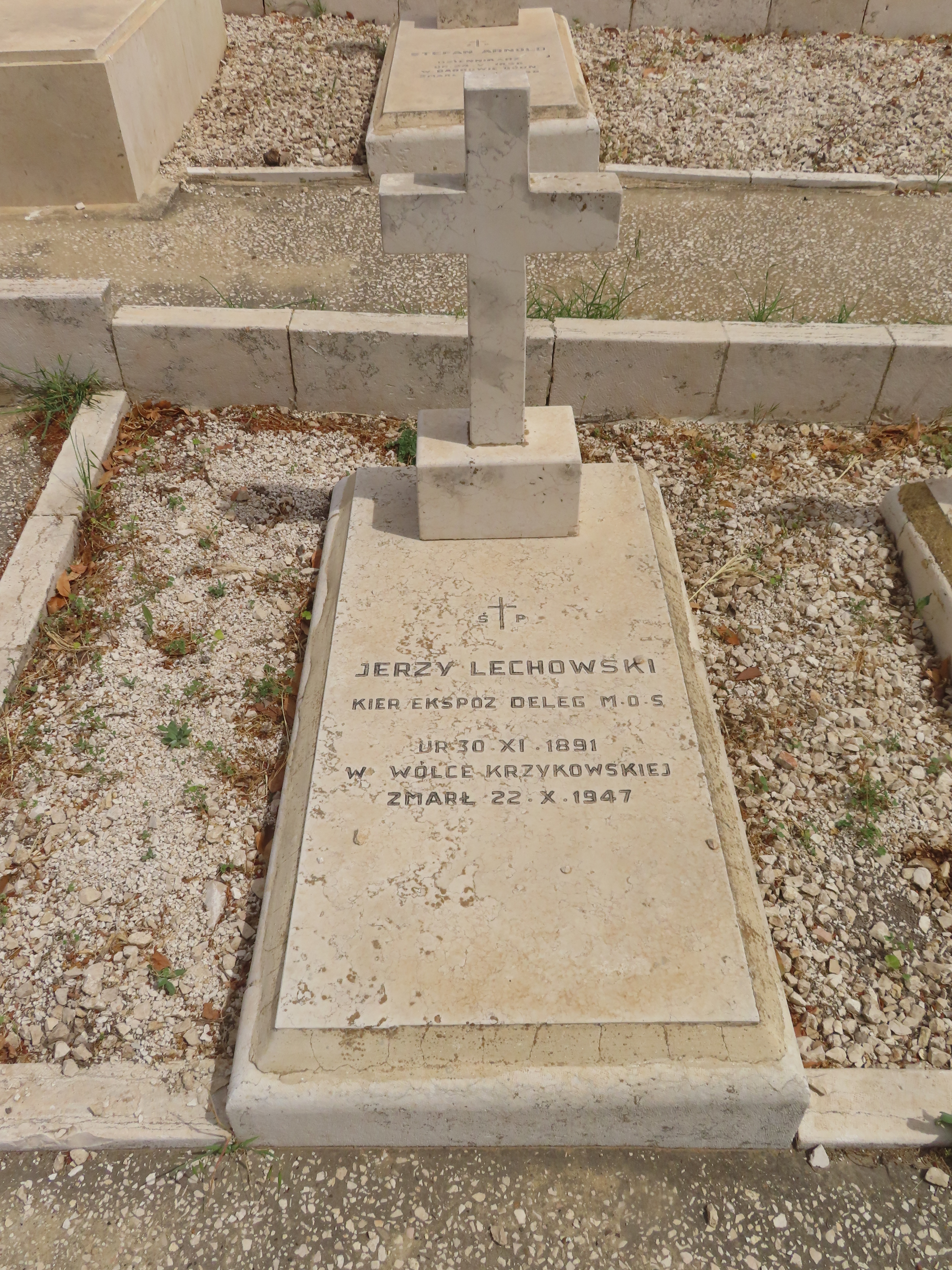
Nagrobek Jerzego Lechowskiego na cmentarzu w Jerozolimie.

Jerzy Lechowski (ur. 12 września 1891 w Wólce Krzykowskiej, zm. 22 października 1947 w Jerozolimie) – polski urzędnik konsularny.

## Życiorys
Od 1918 pracownik polskiej służby zagranicznej, pełniący m.in. funkcje - pracownika kancelarii w konsulacie i poselstwie w Pradze (1918–1920), sekr./kons. w agencji konsularnej w Boguminie (1920–1921), sekr./wicekonsula w Ostrawie (1921), prac. MSZ (1921–1922), kier. wicekonsulatu w Koszycach (1922), prac. MSZ (1922–1923), wicekonsula w konsulacie w Essen (1923–1927), wicekonsula/konsula/kier. w Szczecinie (1927–1931) i konsula gen. w Strasburgu (1931–1936), radcy Departamentu Konsularnego (1937–1938) i Departamentu Polityczno-Ekonomicznego MSZ (1938–), kier. ekspozytury Ministerstwa Opieki Społecznej w Izraelu. Zmarł w Jerozolimie  22 października 1947 roku. Został pochowany na katolickim cmentarzu parafialnym na Górze Syjon.

## Ordery i odznaczenia
- Złoty Krzyż Zasługi (10 listopada 1925)[4]
- Medal Dziesięciolecia Odzyskanej Niepodległości
- Srebrny Medal za Długoletnią Służbę
- Brązowy Medal za Długoletnią Służbę
- Krzyż Oficerski Orderu Legii Honorowej (Francja, 1937)[5]

## Upamiętnienie
Od 2020 Jerzy Lechowski patronuje jednej ze szczecińskich ulic.